# Gouvernement Bourguiba II
République tunisienne
Bourguiba I Ladgham
Le second gouvernement Bourguiba est le deuxième gouvernement tunisien formé après l'indépendance de la Tunisie. Le 25 juillet 1957, Bourguiba est désigné président de la République tunisienne par l'assemblée constituante et présente la démission de son premier gouvernement le 29 juillet. Son gouvernement dans sa nouvelle composition reste en fonction jusqu'à son élection en tant que président le 8 novembre 1959. Un nouveau gouvernement est alors formé et dirige le pays jusqu'à la formation d'un gouvernement dirigé à nouveau par un Premier ministre en 1969.

## Composition

### Initiale
À la suite de la désignation de Bourguiba en tant que président de la République, il annonce la démission de son gouvernement le 29 juillet 1957 puis, quatre jours plus tard, la composition de son second gouvernement, où il conserve sa fonction de chef du gouvernement.
Ce changement s'accompagne d'un changement de statut des ministres qui deviennent des secrétaires d'État.
| Image | Portefeuille                                     |  | Nom             | Parti       |
| ----- | ------------------------------------------------ |  | --------------- | ----------- |
|       | Président de la République, chef du gouvernement |  | Habib Bourguiba | Néo-Destour |
|       | Secrétaire d'État aux Affaires étrangères        |  | Sadok Mokaddem  | Néo-Destour |
|       | Secrétaire d'État à la Défense                   |  | Bahi Ladgham    | Néo-Destour |
|       | Secrétaire d'État à l'Intérieur                  |  | Taïeb Mehiri    | Néo-Destour |
|       | Secrétaire d'État à la Justice                   |  | Ahmed Mestiri   | Néo-Destour |
|       | Secrétaire d'État aux Finances                   |  | Hédi Nouira     | Néo-Destour |
|       | Secrétaire d'État à la Santé publique            |  | Ahmed Ben Salah | Néo-Destour |
|       | Secrétaire d'État à l'Agriculture                |  | Mustapha Filali | Néo-Destour |
|       | Secrétaire d'État à l'Éducation nationale        |  | Lamine Chebbi   | Néo-Destour |

### Remaniement du 12 novembre 1964

#### Secrétaires d'État
| Image | Portefeuille                                                            |  | Nom                 | Parti |
| ----- | ----------------------------------------------------------------------- |  | ------------------- | ----- |
|       | Président de la République, chef du gouvernement                        |  | Habib Bourguiba     | PSD   |
|       | Secrétaire d'État à la Présidence et à la Défense nationale             |  | Bahi Ladgham        | PSD   |
|       | Secrétaire d'État, représentant personnel du président de la République |  | Mongi Slim          | PSD   |
|       | Secrétaire d'État à la Justice                                          |  | Hédi Khefacha       | PSD   |
|       | Secrétaire d'État aux Affaires étrangères                               |  | Habib Bourguiba Jr. | PSD   |
|       | Secrétaire d'État à l'Intérieur                                         |  | Taïeb Mehiri        | PSD   |
|       | Secrétaire d'État au Plan et à l'Économie nationale                     |  | Ahmed Ben Salah     | PSD   |
|       | Secrétaire d'État à l'Éducation nationale                               |  | Mahmoud Messadi     | PSD   |
|       | Secrétaire d'État aux Affaires culturelles                              |  | Chedli Klibi        | PSD   |
|       | Secrétaire d'État à la Jeunesse, aux Sports et aux Affaires sociales    |  | Mondher Ben Ammar   | PSD   |
|       | Secrétaire d'État aux Travaux publics et à l'Habitat                    |  | Ahmed Noureddine    | PSD   |
|       | Secrétaire d'État à la Santé publique                                   |  | Fathi Zouhir        | PSD   |
|       | Secrétaire d'État à l'Information et à l'Orientation                    |  | Abdelmajid Chaker   | PSD   |
|       | Secrétaire d'État aux Postes, Télégraphes et Téléphones                 |  | Abdallah Farhat     | PSD   |

#### Sous-secrétaires d'État
| Image | Portefeuille                                            |  | Nom               | Parti |
| ----- | ------------------------------------------------------- |  | ----------------- | ----- |
|       | Sous-secrétaire d'État aux Finances et au Développement |  | Abderrazak Rassaa | PSD   |
|       | Sous-secrétaire d'État à l'Agriculture                  |  | Mohamed Jeddi     | PSD   |
|       | Sous-secrétaire d'État à l'industrie et au Commerce     |  | Béchir Ennaji     | PSD   |

### Remaniement du 8 septembre 1969
| Image | Portefeuille                                                                                |  | Nom                 | Parti |
| ----- | ------------------------------------------------------------------------------------------- |  | ------------------- | ----- |
|       | Président de la République, chef du gouvernement                                            |  | Habib Bourguiba     | PSD   |
|       | Secrétaire d'État à la Défense nationale                                                    |  | Mohamed Mzali       | PSD   |
|       | Secrétaire d'État à la Justice                                                              |  | Mohamed Snoussi     | PSD   |
|       | Secrétaire d'État aux Affaires étrangères                                                   |  | Habib Bourguiba Jr. | PSD   |
|       | Secrétaire d'État à l'Intérieur                                                             |  | Hédi Khefacha       | PSD   |
|       | Secrétaire d'État aux Finances et du Plan                                                   |  | Abderrazak Rassaa   | PSD   |
|       | Secrétaire d'État à l'Agriculture                                                           |  | Abdallah Farhat     | PSD   |
|       | Secrétaire d'État à l'Éducation                                                             |  | Ahmed Ben Salah     | PSD   |
|       | Secrétaire d'État aux Affaires culturelles                                                  |  | Chedli Klibi        | PSD   |
|       | Secrétaire d'État à la Jeunesse et des Sports, du Tourisme et à l'Aménagement du territoire |  | Mondher Ben Ammar   | PSD   |
|       | Secrétaire d'État à la Santé publique                                                       |  | Driss Guiga         | PSD   |
|       | Secrétaire d'État à l'Industrie et du Commerce                                              |  | Abderrazak Rassaa   | PSD   |
|       | Secrétaire d'État aux Postes, Télégraphes et Téléphones                                     |  | Mansour Moalla      | PSD   |